# Entidad Financiera Casas de Cambio SA
La Entidad Financiera Casas de Cambio SA, conocida como CADECA, se constituyó mediante escritura notarial N.º 1499, del 14 de junio de 1994, emitida por la Lic. Lurdes Lucía Díaz-Canel Navarro, notaria de la Notaría Especial del Ministerio de Justicia de la República de Cuba, con las funciones propias de una Sociedad Anónima, constituida por tiempo indefinido, teniendo como objeto social la compra venta de papel moneda (Billetes) y Cheques de Viajeros, Canje de Cheque Bancario, Operaciones con Tarjeta de Créditos y Otros Servicios relacionados con su actividad en monedas extranjeras.

## Historia
Su constitución obedece al incremento que se comenzaba a producir en el sector turístico a raíz de la despenalización del dólar, por lo que demandaba la necesidad de una red de oficinas especializadas, que se dedicaran al cambio de moneda, cheques de viajero y adelanto de efectivo por tarjetas internacionales.
Con más de 28 años de experiencia, la entidad marcha a tono con el contexto cubano e internacional, adaptando los servicios a las demandas de los clientes que hacen de CADECA una institución del Sistema Financiero.
Cuenta con una Casa Matriz ubicada en la capital del país, y a lo largo del territorio nacional tiene Direcciones Provinciales con una red de oficinas que cuenta con 99 Casas de Cambios y 78 Sucursales. Además, está estratégicamente posicionada en zonas turísticas como Aeropuertos, Hoteles y Puertos; con un personal calificado prestos a atender a los clientes con transparencia y confiabilidad.
Entre las monedas que cotiza CADECA se encuentran: CAD-Dólar Canadiense, CHF-Franco Suizo, EUR-Euro, GBP-Libra Esterlina, JPY-Yen Japonés, MXN-Peso Mexicano.

## Función y Objetivo
Es una entidad financiera que contribuye al cumplimiento de la política monetaria del país desde su fundación, facilitando a personas naturales y jurídicas servicios de compra-venta de moneda nacional y extranjera, así como otros conexos en el territorio nacional y formas de pago.
La función específica de CADECA es la prestación de servicios a personas naturales y jurídicas, mediante la realización de operaciones de compra, venta y cambio de múltiples divisas y otras de apoyo al sistema bancario nacional, vinculadas a la actividad de caja. Así como en cuanto a personas jurídicas brindar la prestación de Recepción y Transferencia de Depósitos para su acreditación en cuentas bancarias.

## Actualidad
Actualmente opera bajo Licencia Específica emitida a su favor por la Resolución N.º 10 del 2009 del Ministro Presidente del Banco Central de Cuba, de fecha 10 de febrero del 2009 que la faculta además de las actividades iniciales, a brindar servicios de Pago por Concepto de Seguridad Social; Recepción y transferencia de Depósitos de Entidades para su acreditación en cuentas bancarias; Cobros de aranceles; Venta de sellos de timbre y otros servicios financieros  que determine el Consejo de Dirección del BCC.
En el año 2021 se llevó a cabo el ordenamiento monetario, eliminado la dualidad de moneda existente peso cubano convertible (CUC) por peso cubano (CUP). CADECA como entidad del Sistema Financiero Cubano tuvo papel importante en la recaudación del CUC por CUP en los meses estimados para dicho servicio. A partir del 1 de julio de 2021, deja de formar parte de su cartera de servicios.
Entre sus servicios principales se encuentra el Canje y Recanje de Moneda Libremente Convertible (MLC), siendo una de las principales fuentes de entrada de moneda dura al país, teniendo más presencia el zonas turísticas como aeropuertos, hoteles y puertos, donde CADECA como entidad del sistema financiero bancario cubano es donde recae el mayor peso de tan importante servicio.
Su cartera de servicios en función de su público nacional y extranjero, respondiendo a la política monetaria del país.
- Operaciones de compra-venta de monedas y billetes extranjeros
- Canje y Recanje, Compra-venta de cheques de viajero
- Cobranzas y pagos
- Giros y transferencias
- Recepción y transferencia de depósitos de entidades para su acreditación en cuentas bancarias
- Recepcionar depósitos de efectivos para acreditar en cuentas bancarias de trabajadores por cuenta propia y otras formas de gestión no estatal
- Adelanto de efectivo por la tramitación de tarjetas de débito y créditos a través de terminales de punto de venta (TPV)
- Operaciones de caja del presupuesto (cobros y pago por cuenta del presupuesto)[4]